# Château de Cessy
Le château de Cessy est un château situé dans la commune de Cessy (Ain), qui daterait du XVe ou du XVIe siècle. En 2019, il est racheté par la commune de Cessy.

## Description
Le château se trouve au bord de la rue du Jura et dispose d'un terrain d'une superficie de 32 564 m2 avec un étang. Le château est divisé en trois bâtiments : une demeure appelée le château et des autres bâtiments inconnus.